# Gás de cidade

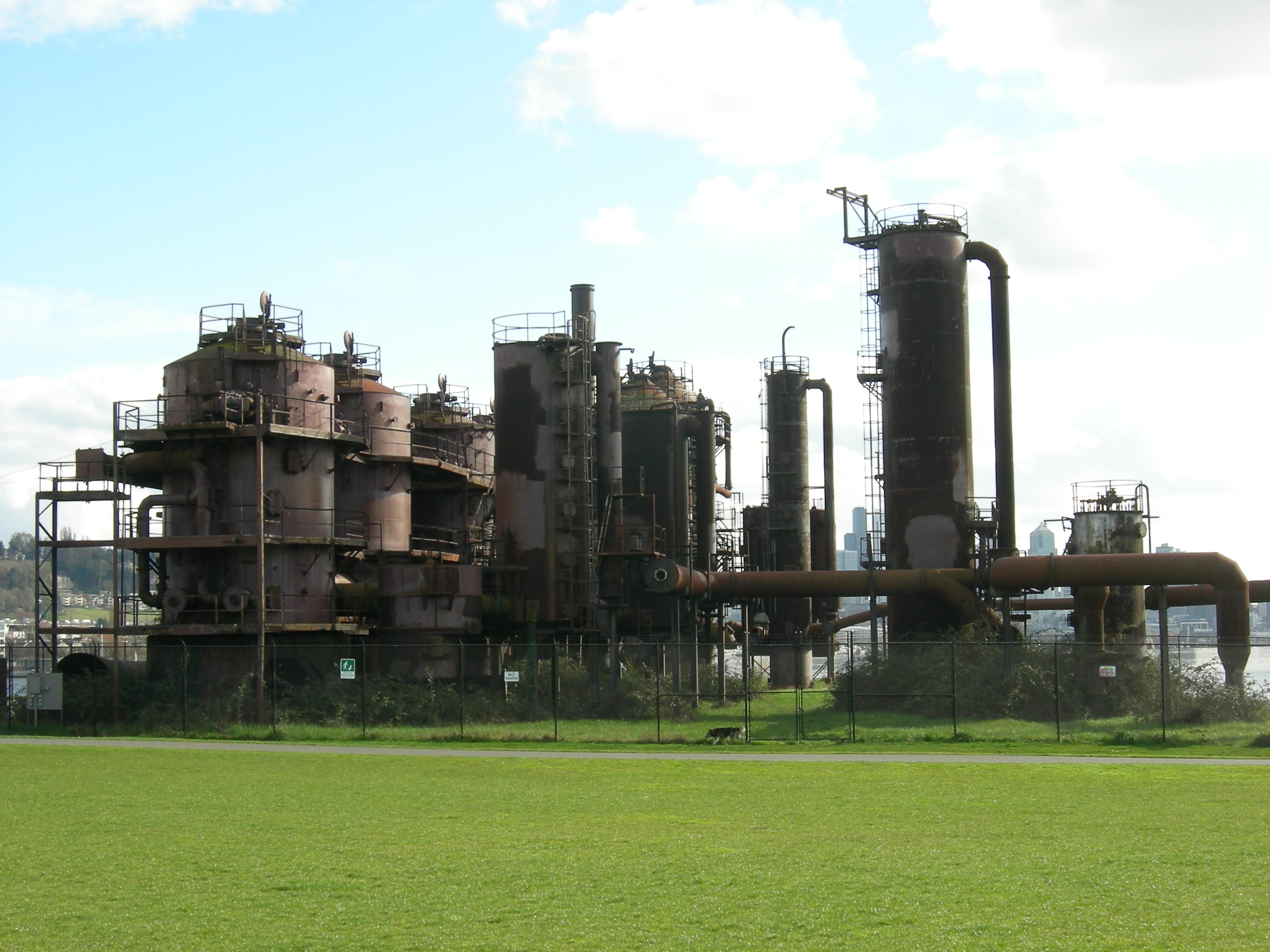
Gas Works Park em Seattle, onde é preservada a maioria do equipamento que foi usado para produzir gás de cidade, a única destas instalações que ainda existe nos Estados Unidos da América.

Gás de hulha ou gás de carvão, conhecido popularmente por gás de cidade ou gás de rua, é um combustível gasoso manufacturado (gás de síntese), rico em metano, hidrogénio e monóxido de carbono, geralmente obtido a partir da gasificação por pirólise da hulha e de outros carvões minerais. Também pode ser obtido pelo fraccionamento térmico ou catalítico de naftas petroquímicas derivadas de petróleos ou de outros materiais ricos em carbono, como biomassa diversa e resíduos contendo materiais plásticos. Foi um dos primeiros gases combustíveis disponibilizados para uso doméstico, pelo que é por vezes referido, em conjunto com o ar metanado, como um gás da 1.ª família.
O gás de cidade é produzido em unidades fabris, situadas na preferia das cidades a abastecer, nas quais a matéria prima é gasificada, em geral por pirólise, e o gás resultante lavado de fumos e impurezas. O gás é então comprimido e armazenado em grandes tanques, em geral de tecto flutuante, os gasómetros, e a partir deles distribuído para uma rede primária de distribuição que funcionava a baixa pressão (em geral próxima de 1 bar) para minimizar o risco de fuga. A rede primária interliga uma rede de gasómetros de distribuição, mais pequenos, a partir dos quais o gás é fornecido aos consumidores finais através da rede secundária de distribuição, já à pressão de consumo dos aparelhos de queima (em geral 8 mbar acima da pressão ambiente). Todo o processo, incluindo a armazenagem, distribuição e utilização do gás de cidade é sempre realizada em fase gasosa, dadas as baixas pressões utilizadas e a dificuldade de liquefação da mistura gasosa.
O gás de cidade contém um elevado teor de vapor de água, o que permitia a utilização de canalizações de ferro com vedação nas juntas feita com fios de linho ou outro qualquer material higroscópico similar, o que correspondia às tecnologias de baixo custo disponíveis até meados do século XX.
Como os restantes gases da 1.ª família, foi sendo sucessivamente abandonado em favor do gás natural, distribuído a altas pressões a partir de gasodutos e reservatórios de gás liquefeito, mais barato e energeticamente mais eficiente, já que o gás natural tem um índice de Wobbe compreendido entre 48,1 MJ/m3 e 58 MJ/m3, calculado nas condições de referência, em relação ao poder calorífico superior, enquanto o gás de cidade para o mesmo indicador apresenta valores ente 22,4 MJ/m3 e 24,8 MJ/m3, com um poder calorífico superior médio de apenas 17,6 MJ/m3 (4200 kcal/m3), calculado nas mesmas condições de referência. Apesar disso, o 'gás de cidade é ainda utilizado em países ricos em carvão, particularmente quando de baixa qualidade, e com economias sem grande desenvolvimento tecnológico. 
O gás de cidade foi distribuído durante mais de um século na área da Grande Lisboa (hoje substituído pelo gás natural), ainda restando a memória dos gasómetros da cidade. O primeiro contrato para fornecimento de gás de cidade em Lisboa data de 1848.

## Geradores Elétricos a Gás de Carvão
Geradores à gasolina são modificados para funcionar com o gás de carvão. Diferente da geração de energia termoelétrica, onde o vapor gira a turbina e esta gera a energia, o gás de carvão neste caso é usado como combustível do motor de combustão.
Um caldeira é feita em duas partes, a parte de cima onde vai o carvão ou a lenha seca, onde será lacrado. Abaixo deste, é onde é feita a queima de da lenha, ou carvão, para produzir calor para a câmara superior. A lenha, ou carvão, na parte de cima é aquecido a grandes temperaturas, queima o pouco oxigênio dentro, e começa a liberar um gás inflamável que irá alimentar o gerador. Claro, mangueiras e canos levarão o gás até o gerador, sendo que este irá controlar a entrada do gás para manter a rotação constante.
O processo não é considerado eficiente se comparado ao sistema termoelétrico, no entanto o sistema de gás de carvão lhe dará um sistema menor, não exigira água e resfriamento, e poderá se adaptar a geradores pequenos e geradores trifásicos grandes.
A caldeira geradora do gás de carvão, normalmente é feita a parti de latões de 200 litros, que é soldada um tampo no meio para dividir as partes.
A matéria prima a ser usada para gerar o gás de carvão pode variar de local, época do ano, qualidade, tipo de arvores de origem. Por questões de segurança, recomenda-se a instalação de nanômetro, regulador de pressão, válvula de segurança, termômetro.  Em casos mais completos de segurança, pode-se criar um intercooler, para resfriar o gás na saída da caldeira, permitindo assim o uso de mangueiras flexíveis de menor valor. O intercooler pode ser feito com serpentinas metálicas (encontrados em lojas de ar condicionado), ou até o uso de um radiador automotivo pequeno (motos).

## Carros a Lenha
Trata-se de um projeto parecido com o gerador elétrico, onde o gás de carvão é gerado pela caldeira e transportado até o motor de combustão.

## Composição
A composição do gás de cidade varia em função da matéria prima utilizada, do método de produção e das operações de lavagem a que o gás seja sujeito. Os valores que se seguem (expressos em % volúmica à pressão de fornecimento) são valores típicos de um gás de cidade de última geração, tecnologicamente evoluído, o que é denotado pelos baixos teores em azoto e monóxido de carbono:
- Hidrogénio: 45,0 %
- Metano: 35 %
- Etileno: 4 %
- Monóxido de carbono: 8 %
- Dióxido de carbono: 2 %
- Azoto: 5,5 %
- Oxigénio: 0,5%